# Zachte hennepnetel
De zachte hennepnetel (Galeopsis pubescens) is een eenjarige plant, die behoort tot de lipbloemenfamilie (Lamiaceae). De soort staat op de Nederlandse Rode lijst van planten als zeer zeldzaam en zeer sterk in aantal afgenomen. De plant komt van nature voor in Oost- en Midden-Europa. Nederland ligt aan de rand van het verspreidingsgebied, waardoor de plant nog net in het oosten van het land voorkomt. De zachte hennepnetel kruist makkelijk met de gewone hennepnetel (Galeopsis tetrahit), waardoor er hybriden in het wild voorkomen.
De plant wordt 15-75 cm hoog. De opgaande, meestal tweetakkige stengel is onder de knopen verdikt en heeft onder de knopen vele lange zachte haren met daartussen korte klierharen en vaak ook stijve borstelharen met een kussentje aan de voet. De 3-7 cm lange en 1,5-4 cm brede, getande bladeren zijn eirond en hebben een wigvormige tot afgeronde voet. De bladsteel is 1-4 cm lang. De bladeren hebben naast zachte haren ook klierharen en hebben 24 tot 28 tanden.
De plant bloeit van augustus tot de herfst met paarse, 2-3 cm lange bloemen. Op de onderlip van de bloem zitten gele keelvlekken. De 1,5-2 cm lange kroonbuis is wit, die naar boven toe bruinachtig wordt. De bloem heeft een vijftandige kelk. De bloemen staan in schijnkransen.
De vrucht is een vierdelige splitvrucht.
De zachte hennepnetel komt in en langs loofbossen voor op droge, zure, lemige grond.

## Namen in andere talen
- Duits: Weichhaariger Hohlzahn
- Engels: Downy hemp-nettle
- Frans: Galéopsis pubescent